# Dragomir (prenume)
Dragomir este un prenume masculin, care poate fi uneori întâlnit ca nume de familie.
Este purtat de:
- Dragomir Diaconovici, politician moldovean
- Dragomir Hurmuzescu (1865-1954), fizician român
- Dragomir Horomnea (n. 1940), prozator român
- Dragomir Cioroslan (n. 1954), halterofil român
- Dragomir Popescu (n. ?), politician român
- Dragomir Stan (n. ?), politician român

## Etimologie
Originea cuvântului este slavă: „dorogo” - prețios și „mir” - pace, adica pacea prețioasă.